# Fast rope

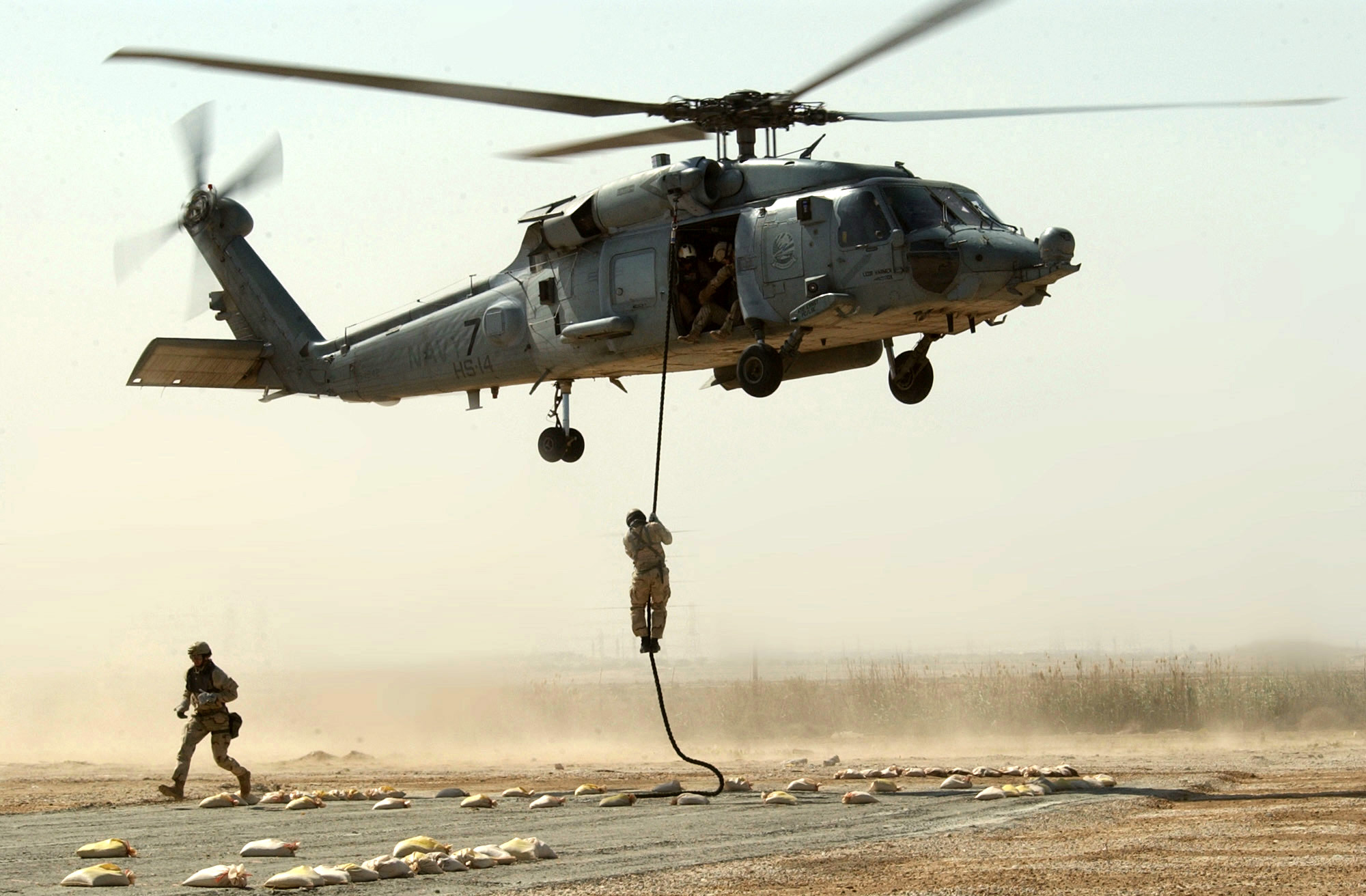
Fast rope träning från en HH-60H Seahawk

Fast rope är ett sätt att med ett tjockt rep landsätta personal från helikopter och används där en helikopter har svårt att landa men personal måste sättas av, exempelvis mot hustak eller vid bordning av fartyg.
Tekniken går ut på att med primärt händerna bromsa upp farten på vägen ner, det går även att stanna upp helt på repet med hjälp av en speciell fotteknik.
Fördelen med fast rope jämfört med rappelling är att tekniken är snabbare. En nackdel är att individen är osäkrad på repet och därför farligare.